# Meilan (China)
Meilan  léase Méi-Lan (en chino simplificado, 美兰区; pinyin, Měilán qū) es un distrito urbano bajo la administración directa de la ciudad-prefectura de Haikou. Se ubica en la provincia isleña de Hainan, extremo sur de la República Popular China. Su área es de 581 km² y su población total para 2018 fue más de 500 mil habitantes.

## Administración
El distrito de Meilan se divide en 13 pueblos que se administran en 9 subdistritos y 4 poblados.